# Sanctuaire Nakanotake
 (mai 2020).
Le sanctuaire Nakanotake (中之嶽神社, Nakanotake-jinja) est situé dans la préfecture de Gunma, dans le district de Kanra de la ville de Shimonita.

## Résumé
Le sanctuaire Nakanotake célèbre le rocher divin Todoroki-iwa (轟岩) situé sur la pente sud du mont Myōgi. Érigé à proximité du rocher, il est seulement constitué d'un pavillon cérémoniel sans honden (pavillon principal).
Dans l'enceinte se trouvent un sanctuaire dédié à la divinité Daikokuten et la plus grande statue couleur or de cette divinité au Japon (hauteur 20 m, poids 8,5 t) installée en 2005. Daikokuten étant la divinité des enfants, les équipes lycéennes de baseball visitent le sanctuaire en espérant remporter la victoire au Kōshien (tournoi inter-lycées de baseball au Japon).
Le sanctuaire gère le magasin Nakano Drive-inn, qui vend des omiyage et de la nourriture dans l'enceinte du sanctuaire.

## Histoire
Le sanctuaire aurait été construit par l'empereur Kinmei (509-571). À l'époque d'Edo, il devient le sanctuaire de la déité locale du domaine d'Obata.

## Galerie

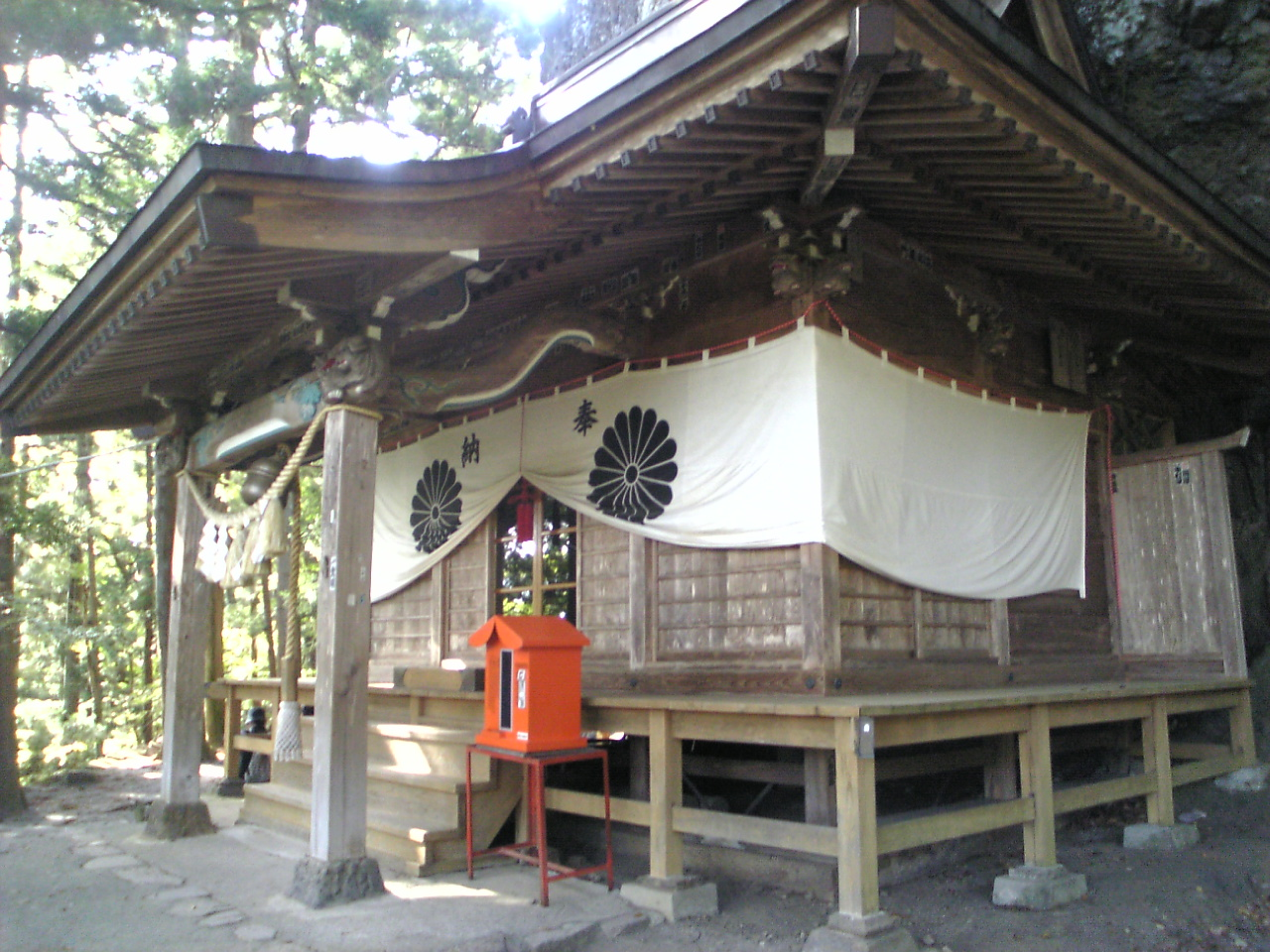
Sanctuaire Nakanotake.
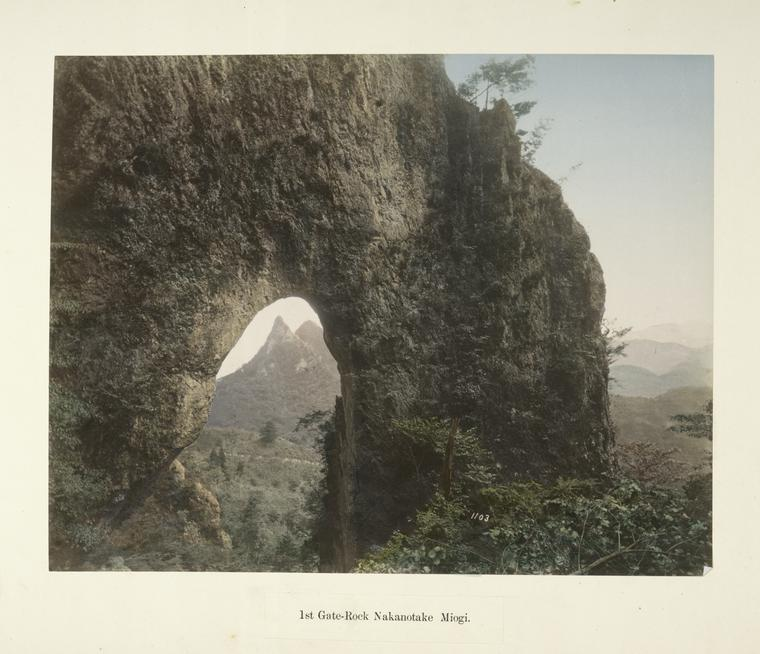
Rocher Nakanotake du mont Myōgi.
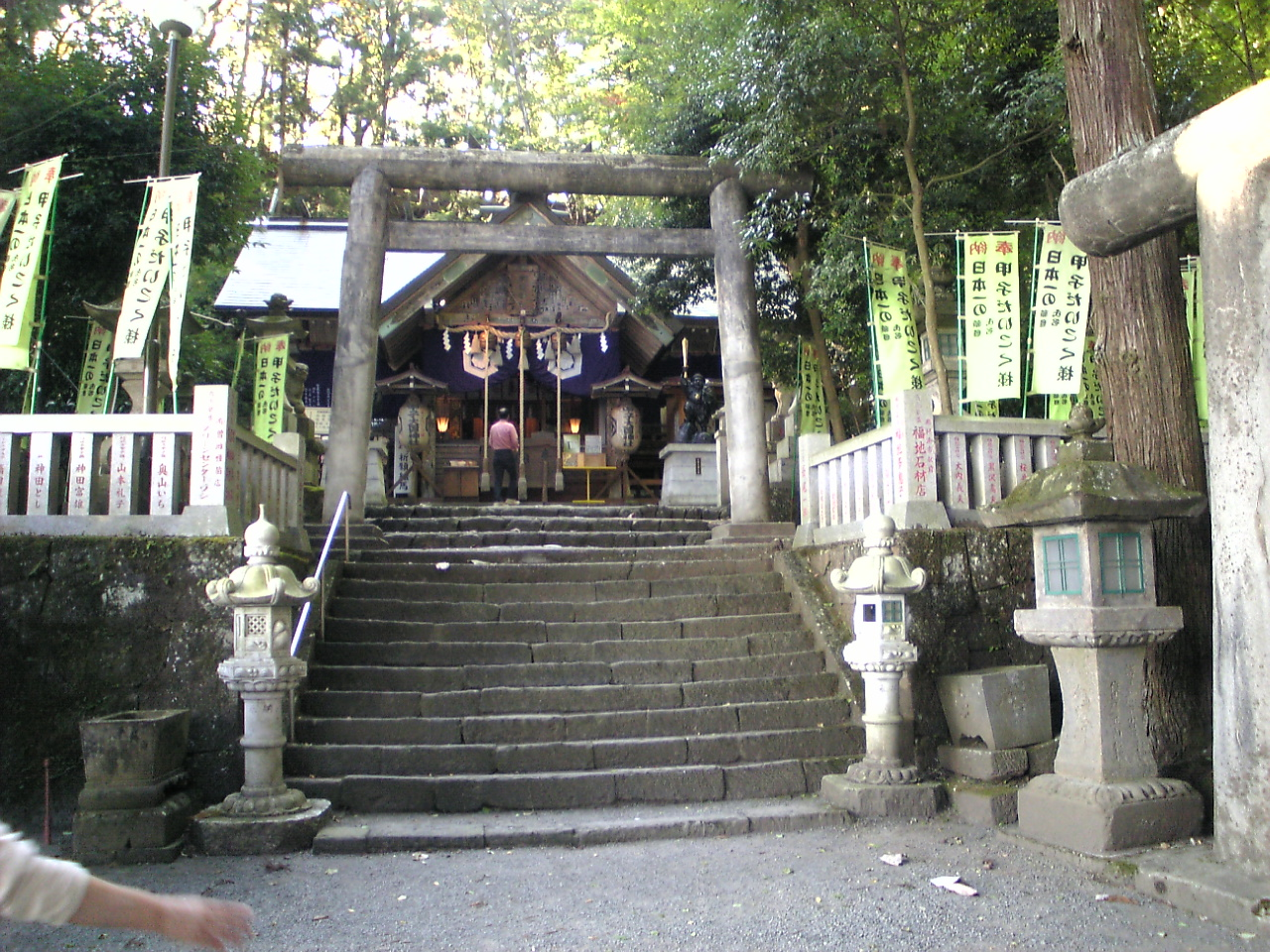
Devant le sanctuaire Nakanotake.